# Danny Rubin

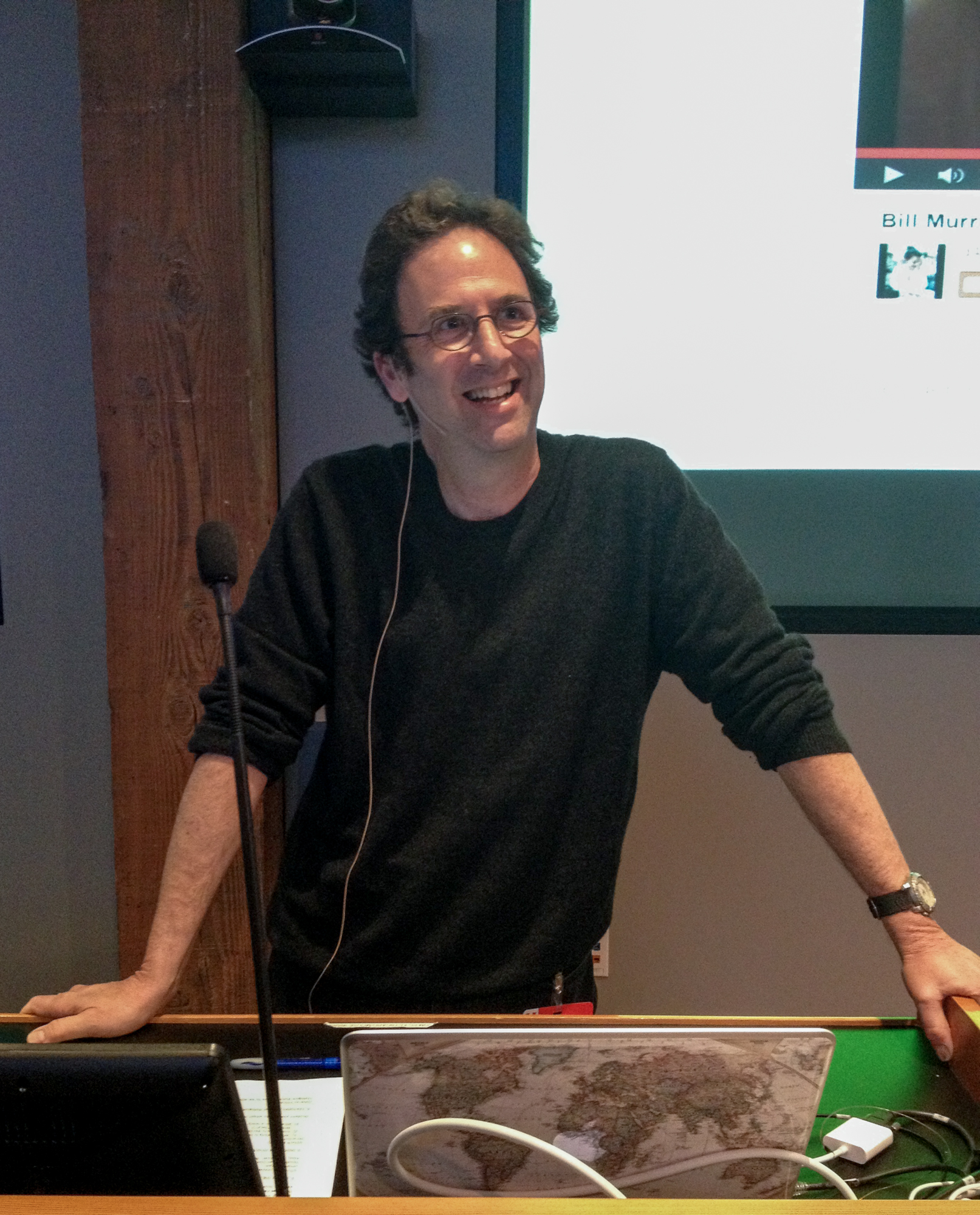
Danny Rubin

Danny Rubin (* 1957) ist ein US-amerikanischer Drehbuchautor und Dramatiker. Zusammen mit Harold Ramis schrieb er das Drehbuch für den Comedyfilm Und täglich grüßt das Murmeltier (1993), für den die beiden den British Academy Film Award als bestes Drehbuch erhielten.
Rubin erwarb den B.A. in Biologie bei der Brown University und einen M.A. im Fach Radio, Fernsehen und Film bei der Northwestern University. Seit 1995 unterrichtet er an zahlreichen Universitäten das Fach Drehbuch und sprach auf wissenschaftlichen Konferenzen zu diesem Thema. 

## Filmografie

### Als Drehbuchautor
- Und täglich grüßt das Murmeltier (gemeinsam mit Harold Ramis) (1993)
- Hear No Evil (gemeinsam mit Randall M. Badat und Kathleen Rowell) (1993)
- 36 Tage Terror (gemeinsam mit Jefery Levy) (1994)
- È già ieri (Italienisches Remake von Und täglich grüßt das Murmeltier) (2004)

### Bühne
- Groundhog Day (2016 Musical)

## Auszeichnungen

### Nominiert
- Saturn Award als bestes Drehbuch 1994: Und täglich grüßt das Murmeltier
- Tony Award als bestes Drehbuch 2017: Groundhog Day-The Musical

### Erfolgreiche Nominierung
- British Academy Film Award als bestes Drehbuch 1994: Und täglich grüßt das Murmeltier
- Award des London Critics Circle für Drehbuchautoren für das Jahr 1994: Und täglich grüßt das Murmeltier

## E-books
- How To Write "Groundhog Day", Boston: Triad Publishing (2012)[2][3]